# Emotion (песня Барбры Стрейзанд)
«Emotion» — песня, записанная американской певицей Барброй Стрейзанд для её одноимённого альбома 1984 года.

## О песне
Автором песни стал Питер Блисс, а в роли продюсера выступил Ричард Перри, который ранее уже работал с певицей над альбомами Stoney End и Barbra Joan Streisand.
Песня была выпущена в качестве третьего и последнего сингла с альбома в феврале 1985 года. Она не стала коммерчески успешной в чарте Billboard Hot 100, дебютировав на 81 позиции и вылетев уже через две недели. Тем не менее в чарте Adult Contemporary добралась до 14 места, в аналогичном канадском чарте RPM песня также вошла в топ-20.
Рецензент Billboard Пол Грейн отметил, что даже Ричард Перри не сумел помочь Стрейзанд заполучить ещё один хит. Он также согласился с письмом одного из слушателей из Нью-Йорка, что радиостанции намеренно игнорируют новые синглы певицы: «Если бы эти песни записали Мадонна или Синди Лопер, радиостанции крутили бы их снова и снова».
На песню режиссёром Ричардом Баскиным был снят видеоклип.

## Список композиций
12" Single
A1 «Emotion» (Vocal Version) — 6:34
B1 «Emotion» (Instrumental Version) — 4:44
7" Single
A1 «Emotion» — 4:07
B1 «Here We Are At Last» — 3:18

## Чарты
| Чарт (1985)                        | Пиковая позиция |
| ---------------------------------- | --------------- |
| Канада (RPM Top Singles)           | 97              |
| Канада (RPM Adult Contemporary)    | 18              |
| США (Billboard Hot 100)            | 79              |
| США (Billboard Adult Contemporary) | 14              |
| США (Cash Box Top 100)             | 79              |